# Sadelmakare

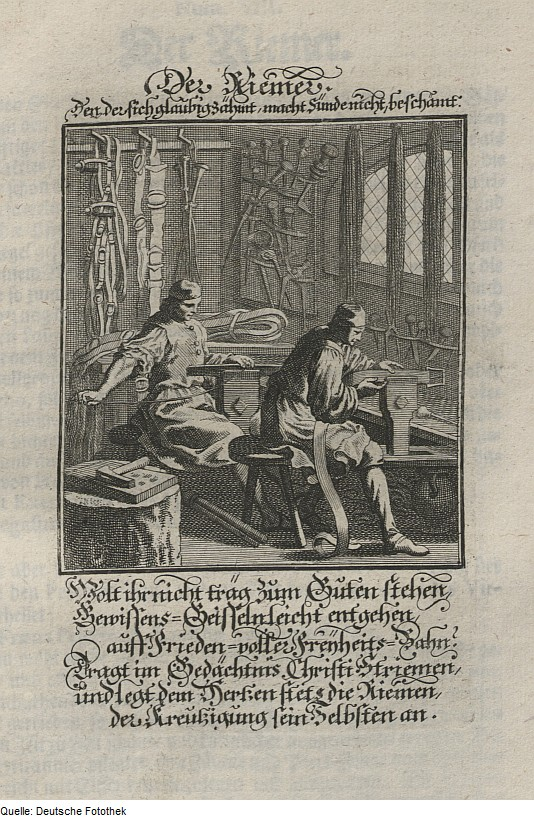
Bild på två sadelmakare från 1698.

Sadelmakare tillverkar och reparerar sadlar och andra artiklar för hästar men sysslar ofta också med andra läderarbeten, bland annat i bilar och båtar. Sadelmakarämbetet i Stockholm bildades 1621. Ofta kombineras numera sadelmakeri med tapetseri. 